# 月球九號山
月球九號山（英語：Luna-Devyat' Mountain）是南極洲的山峰，位於毛德皇后地的阿斯特里德公主海岸，處於埃德紹加內峰東端，屬於洪堡山脈的一部分，海拔高度1,880米，由德國探險隊發現和根據空中照片繪入地圖，現時由南極條約體系管理。